# ضاحیه الصبوره
ضاحیه الصبوره (به عربی: ضاحیة الصبورة) یک منطقهٔ مسکونی در سوریه است که در استان ریف دمشق واقع شده‌است. ضاحیه الصبوره ۱۰٬۹۶۹ نفر جمعیت دارد.